# Artèria arcuada del ronyó
Les artèries arcuades (o artèries arciformes) del ronyó, estan situades en el límit entre el còrtex renal i la medul·la renal. Rep el nom de la seva forma, en anastomosar-se. Procedents de l'artèria interlobular del ronyó, d'elles es desprenen les arterioles interlobel·lars del ronyó.